# Gino Peruzzi
Gino Peruzzi Lucchetti (Corral de Bustos, 9 giugno 1992) è un calciatore argentino, difensore del San Miguel.

## Caratteristiche tecniche
Javier Zanetti ha detto di lui: «Ricorda me quando iniziai a giocare».

## Carriera

### Club
Inizia la sua carriera calcistica nel 1998, quando viene acquistato dall'Atletico Corralense dove, in otto anni, compie tutta la trafila delle giovanili fino al 2006, anno in cui passa tra le file del Vélez Sarsfield.
Milita nelle giovanili per altri quattro anni, prima di debuttare con l'El Fortín in campionato: esordisce il 27 novembre, in occasione della partita di campionato con il Colón. Rimedia la prima ammonizione in carriera, da calciatore professionista, il 1º aprile 2012 durante la partita di campionato contro il San Lorenzo. A fine stagione il Vélez arriva primo in classifica e Peruzzi diventa campione d'Argentina.
Il 13 agosto 2013 si trasferisce alla squadra italiana del Catania, debuttandovi il 1º dicembre successivo nella gara in casa contro il Milan. Il 16 febbraio 2014 segna il suo unico gol in Serie A nella vittoria per 3-1 in casa contro la Lazio. A fine stagione retrocede in Serie B. Confermato anche per la stagione successiva tra i cadetti, dove disputa solo 11 gare e chiude l'annata anzitempo per infortunio.
Il 22 gennaio 2015 passa a titolo definitivo al Boca Juniors.

## Statistiche

### Presenze e reti nei club
Statistiche aggiornate al 3 gennaio 2018.
| Stagione               | Squadra                | Campionato             | Campionato | Campionato | Coppe nazionali | Coppe nazionali | Coppe nazionali | Coppe continentali | Coppe continentali | Coppe continentali | Altre coppe | Altre coppe | Altre coppe | Totale | Totale |
| Stagione               | Squadra                | Comp                   | Pres       | Reti       | Comp            | Pres            | Reti            | Comp               | Pres               | Reti               | Comp        | Pres        | Reti        | Pres   | Reti   |
| ---------------------- | ---------------------- | ---------------------- | ---------- | ---------- | --------------- | --------------- | --------------- | ------------------ | ------------------ | ------------------ | ----------- | ----------- | ----------- | ------ | ------ |
| 2010-2011              | Velez Sarsfield        | PD                     | 0          | 0          | -               | -               | -               | CL                 | 0                  | 0                  | -           | -           | -           | 0      | 0      |
| 2011-2012              | Velez Sarsfield        | PD                     | 10         | 0          | -               | -               | -               | CL                 | 4                  | 0                  | -           | -           | -           | 14     | 0      |
| 2012-2013              | Velez Sarsfield        | PD                     | 23         | 1          | -               | -               | -               | CL                 | 6                  | 0                  | -           | -           | -           | 29     | 1      |
| Totale Velez Sarsfield | Totale Velez Sarsfield | Totale Velez Sarsfield | 33         | 1          |                 |                 |                 |                    | 10                 | 0                  |             |             |             | 43     | 1      |
| 2013-2014              | Catania                | A                      | 22         | 1          | CI              | 1               | 0               | -                  | -                  | -                  | -           | -           | -           | 23     | 1      |
| 2014-gen. 2015         | Catania                | B                      | 11         | 1          | CI              | 1               | 0               | -                  | -                  | -                  | -           | -           | -           | 12     | 1      |
| Totale Catania         | Totale Catania         | Totale Catania         | 33         | 1          |                 | 2               | 0               |                    |                    |                    |             |             |             | 35     | 1      |
| 2015                   | Boca Juniors           | PD                     | 22         | 1          | CA              | 5               | 0               | CL                 | 1                  | 0                  | -           | -           | -           | 28     | 1      |
| 2016                   | Boca Juniors           | PD                     | 3          | 0          | -               | -               | -               | CL                 | 6                  | 0                  | SA          | 1           | 0           | 10     | 0      |
| 2016-2017              | Boca Juniors           | PD                     | 25         | 3          | CA              | 4               | 0               | -                  | -                  | -                  | -           | -           | -           | 29     | 3      |
| 2017-2018              | Boca Juniors           | PD                     | 6          | 0          | CA              | 1               | 0               | -                  | -                  | -                  | -           | -           | -           | 7      | 0      |
| Totale Boca Juniors    | Totale Boca Juniors    | Totale Boca Juniors    | 56         | 4          |                 | 10              | 0               |                    | 7                  | 0                  |             | 1           | 0           | 74     | 4      |
| Totale carriera        | Totale carriera        | Totale carriera        | 122        | 6          |                 | 12              | 0               |                    | 17                 | 0                  |             | 1           | 0           | 152    | 6      |

### Cronologia presenze e reti in nazionale
| Cronologia completa delle presenze e delle reti in nazionale ― Argentina | Cronologia completa delle presenze e delle reti in nazionale ― Argentina | Cronologia completa delle presenze e delle reti in nazionale ― Argentina | Cronologia completa delle presenze e delle reti in nazionale ― Argentina | Cronologia completa delle presenze e delle reti in nazionale ― Argentina | Cronologia completa delle presenze e delle reti in nazionale ― Argentina | Cronologia completa delle presenze e delle reti in nazionale ― Argentina | Cronologia completa delle presenze e delle reti in nazionale ― Argentina |
| Data                                                                     | Città                                                                    | In casa                                                                  | Risultato                                                                | Ospiti                                                                   | Competizione                                                             | Reti                                                                     | Note                                                                     |
| ------------------------------------------------------------------------ | ------------------------------------------------------------------------ | ------------------------------------------------------------------------ | ------------------------------------------------------------------------ | ------------------------------------------------------------------------ | ------------------------------------------------------------------------ | ------------------------------------------------------------------------ | ------------------------------------------------------------------------ |
| 19-9-2012                                                                | Goiânia                                                                  | Brasile                                                                  | 2 – 1                                                                    | Argentina                                                                | Superclásico de las Américas 2012                                        | -                                                                        |                                                                          |
| 21-11-2012                                                               | Buenos Aires                                                             | Argentina                                                                | 2 – 1 dts (3 – 4 dtr)                                                    | Brasile                                                                  | Superclásico de las Américas 2012                                        | -                                                                        |                                                                          |
| 26-3-2013                                                                | La Paz                                                                   | Bolivia                                                                  | 1 – 1                                                                    | Argentina                                                                | Qual. Mondiali 2014                                                      | -                                                                        |                                                                          |
| 11-6-2013                                                                | Quito                                                                    | Ecuador                                                                  | 1 – 1                                                                    | Argentina                                                                | Qual. Mondiali 2014                                                      | -                                                                        |                                                                          |
| 17-11-2015                                                               | Barranquilla                                                             | Colombia                                                                 | 0 – 1                                                                    | Argentina                                                                | Qual. Mondiali 2018                                                      | -                                                                        | 79’                                                                      |
| Totale                                                                   |                                                                          | Presenze                                                                 | 5                                                                        |                                                                          | Reti                                                                     | 0                                                                        |                                                                          |

## Palmarès

### Competizioni nazionali
- Campionato argentino: 4

Vélez Sarsfield: Torneo Inicial 2012, Superfinal 2012-2013
Boca Juniors: 2015, 2016-2017
- Copa Argentina: 1

Boca Juniors: 2014-2015